# Воейковы
 Вое́йковы — русский дворянский род, из бояр.
При подаче документов (17 марта 1686), для внесения рода в Бархатную книгу, была предоставлена родословная роспись Воейковых, за подписью Луки Воейкова.

## Выписка из родословной книги
В 1384 году выехал из Пруссии в Москву к Великому князю Дмитрию Ивановичу Донскому знатный чужестранец Воейко, Войтягов сын, владетель Терновский и с ним приехало 150 человек. Он принял святую христианскую веру с именем Прокопия. Обряд был совершен в Чудовом монастыре митрополитом Киприаном и святым чудотворцем Сергием Радонежским. Великий князь пожаловал ему город Дмитров, а при Великом князе Василии Дмитриевиче он находился боярином.

## Ветви рода
Родоначальник его, Воейко Войтягович, выехал, по родословной сказке, не заслуживающей внимания, из Пруссии к Димитрию Донскому. Его потомок в седьмом поколении, Григорий Прокофьевич, имел 4 сыновей, от которых происходят четыре ныне существующие ветви рода Воейковых.
Из членов первой ветви несколько человек были воеводами в XVII в.; к ней же принадлежат писатель Александр Федорович и Александр Иванович Воейковы, ген. Алексей Васильевич и Николай Васильевич Воейков (1832—1898), генерал-адъютант, помощник командующего Императорскою главною квартирою. Она внесена в VI часть родословной книги Владимирской, Калужской, Курской, Московской, Орловской, Рязанской, Петербургской, Тамбовской и Тульской губ.
Из второй ветви происходил Василий Семенович, осадный воевода в Новосили (1563), имевший сыновей:
1. Ивана по прозванию Губа, участника ливонских походов, воеводу в Великих Луках;
2. Ивана Меньшого;
3. Ефима, по прозванию Баим, бывшего воеводой в Туле (1684) и послом в Польше. Его сыном был воевода Димитрий Ефимович Воейков;
4. Матвея, воеводу в Торопце и Себеже; из его сыновей Андрей — известный воевода, а Сергий, в иноках Серапион, отличился при защите Сергиева монастыря от поляков.
5. Григория Васильевича, бывшего воеводою в Тетюшах (1600).

Прохор-Богдан Борисович был послом в Польше (1583) и воеводой в Вологде. Многие другие члены этой ветви были воеводами в XVII веке; к ней же принадлежит Сила Романович. Она внесена в VI и II части родословной книги Владимирской, Вологодской и Калужской губерний.
К третьей ветви принадлежат Иван Евстратьевич, участник московского осадного сиденья (1608), и Илья Иванович, убитый в 1634 г. под Смоленском. Эта ветвь внесена в VI и II части родословной книги Курской, Московской, Смоленской, Тверской и Черниговской губерний.
Из четвёртой ветви происходят: Алексей Иванович — воевода в Путивле (1602); Артемий Игнатьевич, участник московского осадного сиденья (1608); ещё несколько воевод XVII века и Иван Григорьевич, в иноках Ювеналий (1729—1805), игумен вологодского Корнильева монастыря, автор нескольких генеалогических исследований. Эта ветвь внесена в VI, II и III части родословной книги Владимирской, Калужской, Курской, Орловской, Тверской и Ярославской губерний.
Кроме древнего рода Воейковых, есть ещё четыре рода этого имени, получившие дворянство по чинам и внесённые во II и III части родословной книги Калужской, Орловской, Симбирской и Смоленской губерний.

## История рода
Сыновья родоначальника Михаил и Степан были боярами при Василии Дмитриевиче.
Опричниками Ивана Грозного числились: Матвей, Фёдор, Баим и Иван Васильевичи, Иван и Богдан Борисовичи, Пётр и Десятый Мамышевы, Фёдор Булгаков, Данила, Звяга Тимофеевич, Игнатий, Дмитрий и Афанасий Звягины, Олег Иванович, Андрей Семёнович, Третьяк, Афанасий и Сенка Ивановы и Учиш Злобин Воейковы (1573).
В XVI столетии Воейковы владели поместьями в Вяземском уезде и Новгородской области.
В XVII столетии Воейковы владели поместьями и вотчинами в Белёвском, Можайском, Московском, Белгородском, Мосальском, Усманском, Верейском, Чухломском, Коломенском, Ржевском, Лихвинском, Зубцовском, Переслав-Залесском, Козельском и Кашинском уездах.
Семьдесят пять представителей рода владели населёнными имениями (1699).

## Известные представители в XVII веке
- Воейков, Андрей Матвеевич — воевода в Новгороде-Северском (1602), разгромивший хана Кучума в Ирменском сражении.
- Воейков Иван Борисович — воевода на Белоозере (1608).
- Воейков Петр Иванович — воевода в Брянске (1614-1615).
- Воейков Прокофий Семёнович — воевода в Рыльске (1614), в Новосиле (1617-1619), в Воронеже (1622-1624), в Севске (1627).
- Воейков Богдан Борисович — воевода на Двине (1617-1619), в Ярославле (1622-1625).
- Воейков Богдан Иванович — воевода в Устюге-Великом (1624).
- Воейков Иван Прохорович — воевода в Нижнем-Новгороде в 1630-1632 г.
- Воейков Семён Иванович — воевода в Томске (1631-1632), в Самаре (1636-1637), в Вязьме (1644-1646).
- Воейков Дмитрий Ефимович — воевода в Пскове (1632-1635).
- Воейков NN — воевода в Вологде (1634).
- Воейков Андрей Степанович — воевода в Сургуте (1639).
- Воейков Никита Прокофьевич — воевода в Короче (1646-1647).
- Воейков Андрей Фёдорович — воевода в Мосальске (1647-1649), Албазине (1682).
- Воейков Владимир Иванович — воевода в Новосиле (1648).
- Воейков Иван Фёдорович — воевода в Волоке-Ламском (1651-1653).
- Воейков Михаил Петрович — воевода в Могилёве (1654-1655).
- Воейков Никита Михайлович — воевода в Ливнах (1654).
- Воейков Никита Григорьевич — воевода в Можайске (1664-1671).
- Воейков Василий — воевода в Твери (1668).
- Воейков Фёдор Тимофеевич — жилец, воевода в Луху (1678).
- Воейков Фёдор Дементьевич — стольник, воевода в Нерчинске (1680-1684).
- Воейков Григорий Тимофеевич — воевода в Мещовске (1684-1686).
- Воейков Михаил Романович — стольник, воевода в Кевроле и на Мезени (1688).
- Воейков Лев Юрьевич — воевода в Пронске (1698).

## Известные представители рода в XVIII — XX веках
- Воейков, Иван Лукич (?—1726) — московский вице-губернатор.
- Воейков, Фёдор Матвеевич (1703—1778) — русский дипломат и государственный деятель, губернатор Восточной Пруссии, Киевской и Новороссийской губерний.
- Воейков, Иван Григорьевич (1729—1807) — игумен, историк.
- Воейков, Василий Иванович (1759—1817) — государственный деятель, орловский и вологодский губернатор.
- Воейков, Алексей Васильевич (1778—1825) — генерал-майор.
- Воейков, Александр Фёдорович (1779—1839) — русский поэт, переводчик и литературный критик, издатель, журналист.
- Воейков, Василий Петрович (1788—1880) — российский конезаводчик.
- Воейков, Николай Васильевич (1832—1898) — генерал от кавалерии, обер-камергер Двора Его Императорского Величества.
- Воейков, Александр Иванович (1842—1916) — русский метеоролог, климатолог и географ.
- Воейков, Алексей Алексеевич (1861—после 1917) — русский общественный деятель, член III Государственной думы от Тамбовской губернии.
- Воейков, Александр Николаевич (1865—1942) — русский генерал-майор.
- Воейков, Владимир Николаевич (1868—1947) — русский военачальник, генерал-майор Свиты (1909).

## Описание гербов

### Герб Воейковых 1785 г.
В Гербовнике Анисима Титовича Князева 1785 года имеется изображение двух печатей с гербами представителей рода Воейковых:
Герб Матвея Петровича и Василия Яковлевича Воейковых полностью тождественны друг другу: серебряное поле щита, имеющее овальную форму и золотую кайму, разделено золотым перекрестием на четыре части. В первой и четвёртых частях изображены два змия, один против другого, а во второй и третьих частях скачущие белые олени с рогами, мордой обращенные друг к другу. Щит расположен на княжеской мантии и увенчан обычным дворянским шлемом.

### Герб. Часть II. № 50
Щит разделён на четыре части, из коих в первой в зелёном поле два серебряных Змия один против другого поставленные, означены с правой стороны без крыл, а с левой с крыльями и над главами их видна дворянская Корона; в четвёртой части в золотом поле таким же образом изображены два Змия натурального цвета и Корона над ними; во второй и третьей части в серебряном поле два Оленя натурального цвета с золотою у одного из них находящегося в верхней части на шее Короною.
Щит увенчан дворянскими шлемом и короной. Нашлемник: три страусовых пера. Намёт на щите с правой стороны зелёный подложенный золотом, а с левой серебряный подложенный зелёным. Герб рода Воейковых внесён в Часть 2 Общего гербовника дворянских родов Всероссийской империи, стр. 50.